# 右大夫說
右大夫說（?—?），春秋时期秦国的右大夫。
右大夫說當時的國君是秦桓公。楚庄王死后，楚共王继续楚国的霸业。前589年十一月，楚国公子婴齐和鲁成公、蔡景侯、许灵公、秦国右大夫说、宋国华元、陈国公孙宁、卫国孙良夫、郑国公子去疾和齐国大夫在蜀地结盟。《春秋经》没有记载卿的名字，因为鲁国畏惧晋国悄悄和楚国结盟，结盟缺乏诚意。《春秋经》没有记载蔡景侯、许灵公，因为他们乘坐了楚国的战车，失去了国君的身份。